# Lloyd Rees
Pour les articles homonymes, voir Rees.
Lloyd Frederic Rees (1895-1988) est un artiste peintre australien né à Brisbane, Queensland. Ses travaux ont dépeint des paysages et l'harmonie entre l'homme et la nature.

## Distinctions
Prix Wynne de 1950 et 1982. Commonwealth Jubilee Art Prize de 1957 et McCaughey Prize de 1971.
Companion of the Order of St Michael and St George (CMG), 1978 ; Companion of the Order of Australia (AC), 1985 ; médaille de la Ville de Paris, 1987 ; Médaille de l'Union de l'Université de Sydney ; un des 200 grands australiens du bicentenaire désignés par l'Australian Bicentennial Authority.

## Galeries
- Art Gallery of New South Wales
- Art Gallery of Western Australia
- Darling Harbour Authority
- Parliament House (Canberra)
- Australian National Gallery
- Newcastle Region Art Gallery
- Queensland Art Gallery
- Royal Australian College of Physicians
- Tasmanian Museum and Art Gallery
- University of Sydney
- University of Western Australia
- West Australian Institute of Technology